# Барашки (Северо-Казахстанская область)
Барашки (каз. Барашка) — упразднённое село в районе Магжана Жумабаева Северо-Казахстанской области Казахстана. Ликвидировано в 2019 г. Входило в состав Конюховского сельского округа. Код КАТО — 593647500.

## История
До 2013 года село входило в состав упразднённого Пролетарского сельского округа.

## Население
В 1999 году население села составляло 141 человек (68 мужчин и 73 женщины). По данным переписи 2009 года в селе проживало 75 человек (33 мужчины и 42 женщины).